# Rhys Carré
Pour les articles homonymes, voir Carré (homonymie).
Pas d'image ? Cliquez ici

a Compétitions nationales et continentales officielles uniquement.

b Matchs officiels uniquement.
Dernière mise à jour le 4 novembre 2024.
Rhys Carré, né le 8 février 1998 à Cardiff (pays de Galles), est un joueur international gallois de rugby à XV, jouant au poste de pilier gauche aux Saracens depuis 2024.

## Biographie

### Carrière en club
Formé dans l'académie des Cardiff Blues, Rhys Carré rejoint l'équipe première lors de la saison 2016-2017. Il joue son premier match avec la province galloise en Coupe anglo-galloise, face aux Exeter Chiefs le 13 novembre 2016.
En avril 2019, il s'engage avec les Saracens à partir de la saison 2019-2020.
Cependant, dès l'été 2020, il fait son retour chez les Cardiff Blues et signe un contrat de longue durée.
En mars 2024, il est annoncé qu'il retourne chez les Saracens à partir de la saison 2024-2025.

### Carrière internationale
Lors de l'été 2019, il est appelé pour la première fois en équipe du pays de Galles, dans sa sélection élargie en vue de préparer la Coupe du monde. Il porte pour la première fois le maillot du XV du Poireau contre l'Irlande, le 31 août, en jouant la première mi-temps de ce troisième test match gallois. Le lendemain, il est officiellement sélectionné pour disputer la compétition au Japon.
En mai 2023, il fait partie des cinquante-quatre joueurs présélectionnés pour préparer la Coupe du monde 2023. Cependant, le mois suivant, il est libéré par le staff gallois parce qu'il n'a pas atteint les objectifs de performance demandés par ce dernier.